# Edwin Starr
Edwin Starr, pseudonimo di Charles Edwin Hatcher (Nashville, 21 gennaio 1942 – Beeston, 2 aprile 2003), è stato un cantante statunitense.
È noto per varie hit soul degli anni settanta, la più celebre delle quali è War.

## Biografia
Dopo la nascita, nel 1942 a Nashville, si trasferì presto a Cleveland, in Ohio, dove crebbe insieme ai cugini Roger et Willie Hatcher, anche loro cantanti soul.
Nel 1957 formò un gruppo doo-wop, denominato The Future Tones, e cominciò la sua carriera di cantante.
Negli anni sessanta visse a Detroit, in Michigan, incidendo inizialmente per una piccola casa discografica, la Ric-Tic, successivamente per la più famosa Motown, quando questa assorbì la prima nel 1968.
Il suo primo successo risale al 1965: si tratta di Agent Double'O'Soul, sicuramente ispirato ai film di James Bond, in voga in quel periodo.
È del 1968 il primo successo di rilevanza internazionale: 25 miles ancora spesso suonato da radio oldies.
Sicuramente la canzone per la quale è ricordato è War, del 1970 che arriva in prima posizione nella Billboard Hot 100 per tre settimane, terza nel Regno Unito e nona in Germania e Norvegia. 
Si tratta di un pezzo di protesta contro la guerra del Vietnam, e l'interpretazione di Starr (tra l'altro il singolo venne registrato praticamente in presa diretta, a detta del cantante, per gli esigui tempi di registrazione concessi dallo studio) fornisce alla canzone una intensità del tutto sconosciuta alla precedente versione incisa dal gruppo dei Temptations, facendone una pietra miliare tra gli inni pacifisti e oltrepassando le generazioni a cui era destinata. È infatti spesso campionata come base di canzoni hip hop o inserita quale colonna sonora in vari film. 
Nel 1999 viene premiata con il Grammy Hall of Fame Award.
Nel 1973 Starr si trasferì in Inghilterra, continuando per tutti gli anni '70 a registrare soul music. Da ricordare in questo periodo Hell Up In Harlem composta per l'omonimo film del 1974.
Nel 1979 riuscì di nuovo a rientrare nelle hit parade con un paio di canzoni disco, intitolate (Eye-To-Eye) Contact e H.A.P.P.Y. Radio.
Morì nel 2003 per un attacco cardiaco nella sua casa a Beeston, vicino Nottingham.

## Discografia parziale

### Singoli
- 1965 – Agent Double-O-Soul
- 1966 – Back Street
- 1966 – Headline News
- 1966 – Oh How Happy
- 1967 – I Want My Baby Back
- 1968 –S.O.S. (Stop Her On Sight)
- 1968 – Grits Ain't Grocery
- 1968 – 25 Miles
- 1969 – I'm Still a Struggling Man
- 1969 – Way Over There
- 1970 – I Just Wanna Do My Thing
- 1970 – Stop the War Now
- 1970 – Time
- 1970 – War
- 1971 – Funky Music Sho Nuff Turns Me On
- 1971 – My Sweet Lord
- 1973 – There You Go
- 1974 – Big Papa
- 1974 – Easin' In (American Pimp Soundtrack)
- 1974 – Hell Up In Harlem
- 1979 – (Eye-To-Eye) Contact
- 1979 – H.a.p.p.y. Radio
- 1979 – Tell-A-Starr
- 1979 – It's Called The Rock
- 1980 – 25 Miles (Mix)
- 1980 – Get Up-Whirlpool
- 1980 – Stronger (Than You Think I Am)
- 1983 – Smooth
- 1983 – I Wanna Take You Home
- 1984 – Marvin
- 1985 – It Ain't Fair
- 1985 – Missiles
- 1985 – Grapevine
- 1986 – Soul Singer
- 1988 –Whatever Makes Our Love Grow
- 1989 – 25 Miles (Remix)
- 2000 – Funky Music Sho Nuff Turns Me On (w/Utah Saints)
- 2002 – Snowflake Boogie (w/Jools Holland)
- 2002 – War (w/Utah Saints)
- 2002 – 25 Miles (w/Three Amigos)